# Маралтуй
Маралтуй — деревня в Баяндаевском районе Иркутской области России. Входит в состав муниципального образования «Гаханы».

## География
Деревня находится на расстоянии примерно 17 км к юго-западу от села Баяндай, административного центра района.

## Население
| 2002 | 2010 | 2011 | 2012 |
| ---- | ---- | ---- | ---- |
| 54   | ↗55  | →55  | ↗59  |

### Половой состав
По данным Всероссийской переписи, в 2010 году в деревне проживало 55 человек (27 мужчин и 28 женщин).